# Podocerus chelonophilus
Podocerus chelonophilus is een vlokreeftensoort uit de familie van de Podoceridae. De wetenschappelijke naam van de soort is voor het eerst geldig gepubliceerd in 1888 door Chevreux & Guerne.